# 255-й окремий Чечено-Інгуський кавалерійський полк
255-й окремий Чечено-Інгуський кавалерійський полк — військова частина РСЧА в роки Німецько-радянської війни (1942—1943 роки).

## Формування
За рішенням Державного комітету оборони СРСР № 894 від 13 листопада 1941 року, у Грозному почалося формування 114-ї Чечено-Інгуської кавалерійської дивізії. Командиром дивізії був призначений полковник Хаджі-Умар Мамсуров, комісаром — політрук Муслім Гайрбеков, начальником штабу — підполковник І. Баєв. У дивізію записалося на 614 осіб більше добровольців, ніж належало штату.
До дивізії входили 277-й, 296-й та 315-й кавалерійські полки, кінно-артилерійський дивізіон та інші частини. Озброєння до дивізії так і не надійшло, у командному складі був некомплект, було дезертирство (майже 500 осіб). Проведена на початку березня 1942 року перевірка комісією генерал-інспектора кавалерії РСЧА показала небоєздатність дивізії.
Завершити формування дивізії не вдалося. У березні 1942 року за ініціативою Лаврентія Берії було видано наказ, згідно з яким заклик чеченців та інгушів на військову службу було припинено. Мамсуров був відправлений на фронт, де став заступником командира 7-го кавалерійського корпусу Брянського фронту. Гайрбеков був відкликаний на посаду секретаря обкому з пропаганди та агітації.
З проханням до уряду набрати з-поміж мешканців Чечено-Інгушетії добровольців звернулася група чеченських та інгушських офіцерів. На базі дивізії було сформовано 255-й окремий Чечено-Інгуський кавалерійський полк. Командиром полку був призначений майор Японц Абадієв, начальником штабу — майор Мавлід Вісаїтов. Однак 13 травня 1942 замість Абадієва, який отримав на той час нове призначення, командиром полку був призначений Мавлід Вісаєтов.
Історик Тимур Музаєв звертає увагу на дива у формуванні полку. Після укомплектування штатів дивізії вона була зарахована на забезпечення Наркомату оборони. За чотири місяці ні республіканська влада, ні керівництво Північно-Кавказького військового округу не забезпечили нову дивізію кіньми, житлом, харчуванням та фуражем. Казарми не охоронялися, заняття із солдатами не проводилися, командири підрозділів були відсутні. Командири дивізії не затримувалися на цій посаді понад два тижні. Останнім командиром став начальник диверсійного управління Розвідуправління Генерального штабу полковник Мамсуров. Високопоставлений офіцер такого рангу міг довести дивізію до такого стану лише за наявності наказу, який забороняє створення дивізії.
Іншим примітним моментом є те, що в документах про формування національних частин на Північному Кавказі замість стандартних формулювань «наказ Ставки», «за рішенням ДКО» частіше вживаються слова «товариш Сталін наказав», «товариш Сталін дозволив». Це свідчить про особисту увагу глави держави до створення національних дивізій.
Крім того, у прийнятті рішень щодо національних частин простежується явна перевага політичних мотивів над потребами армії. Формування національних дивізій стало важливим елементом національної політики у регіоні. Оскільки одним із напрямів державної політики була підготовка депортації чеченців та інгушів, то рішення про розформування 114-ї Чечено-Інгуської дивізії випливає не з логіки потреб оборони, а з логіки підготовки депортації народів.
Цю версію підтверджує і той факт, що висновок комісії Північно-Кавказького військового округу під керівництвом полковника Волкова, на основі якого нібито було ухвалено рішення про розформування дивізії, датовано 5 березня 1942 року, а сам наказ Ставки Верховного головнокомандування за № 0043 про розформування дивізії двома днями раніше. Дивізію розформували ще до перевірки — причому це рішення було прийнято Ставкою, тобто найвищим керівництвом країни.
Водночас, у тому ж березні 1942 року було видано секретний наказ начальника Головного управління формування та укомплектування військ Наркомату оборони армійського комісара 1 рангу Щаденка, який наказує всіх військовослужбовців рядового та молодшого комскладу, за національністю чеченців та інгушів, звільнити у запас проживання з відміткою у військовому квитку «звільнений у запас до особливого розпорядження». Всі ці факти дозволяють стверджувати, що до цього часу керівництво країни ухвалило остаточне рішення про депортацію вайнахів.
Коли населенню стало відомо про розформування дивізії, влада через численні звернення добровольців була змушена розпочати формування 255 полку і в березні 1942 року його штати були укомплектовані на 105 %. Однак полк не зміг увібрати в себе всіх бажаючих, тому Військова Рада СКВО 26 березня 1942 вирішила сформувати Окремий запасний Чечено-Інгушський кавалерійський дивізіон (пізніше — Окремий Чечено-Інгушський кавалерійський дивізіон 4-го Кубанського козачого кавалерійського корпусу.
Проте цих формувань виявилося недостатньо. У доповіді командування 114-ї дивізії говорилося:
|  | Багато хто з тих, хто залишився після сформування Окремого кавполку і кавдивізіону, не бажаючи залишатися в тилу, приходив до командування і вимагав включення їх до списку бійців перерахованих вище національних частин, що говорить про бажання чеченців та інгушів брати участь у Вітчизняній війні проти німецько-фашистських загарбників. |

Тому багато чеченців та інгушів були направлені в інші регулярні частини Червоної армії: 54-й, 57-й, 58-й, 60-й, 62-й кавалерійські полки, 146-й, 147-й і 148-й артилерійсько-мінометні. полки, 81-й окремий кавалерійський розвід дивізіон, 19-й окремий дивізіон ППО та інші формування. У складі цих частин вайнахи брали участь у Сталінградській, Курській та інших битвах Німецько-радянської війни.

## Бойовий шлях
4 червня того ж року полк був переданий у розпорядження Особливого кавалерійського корпусу генерал-майора Погребова. До складу Особливого корпусу входили також 115-а Кабардино-Балкарська та 110-а Калмицька кавалерійська дивізії.
З початку Сталінградської битви полк брав у ній активну участь. Він був включений до оперативної групи генерала В. Чуйкова (у складі 64-ї армії під командуванням генерал-майора М. Шумілова), що діяла на далеких підступах до Сталінграда. 3 серпня 1942 року полк, що прикривав відхід радянських військ, був атакований частинами 78-го німецького танкового корпусу 4-ї танкової армії в районі станції Котельникове (Волгоградська область). У ході бою було підбито чотири танки та знищено десятки солдатів противника. Полк зазнав важких втрат в особовому складі, обозі та конях. Під натиском переважаючих сил противника, підтримуваного штурмовою авіацією, полк змушений був відступити.

## Розформування
У ході подальших боїв під Сталінградом полк зазнав великих втрат. Оскільки противник просунувся далеко вглиб Північного Кавказу, то можливості поповнити його з Чечено-Інгушетії не було. Тому командуванням було прийнято рішення із залишків полку створити два розвідувальні кавалерійські дивізіони і влити їх у 4-й кавалерійський корпус під командуванням генерал-лейтенанта Т. Шапкіна.